# Berlin S-Bahn Museum
Berlin S-Bahn Museum är ett järnvägsmuseum om Berlins S-Bahn  (pendeltåg). Det består av en utställning om historien kring S-Bahn Berlin med sin teknik och om de gamla vagnar som används genom åren samt gamla skyltar. 

## Bilder (urval)

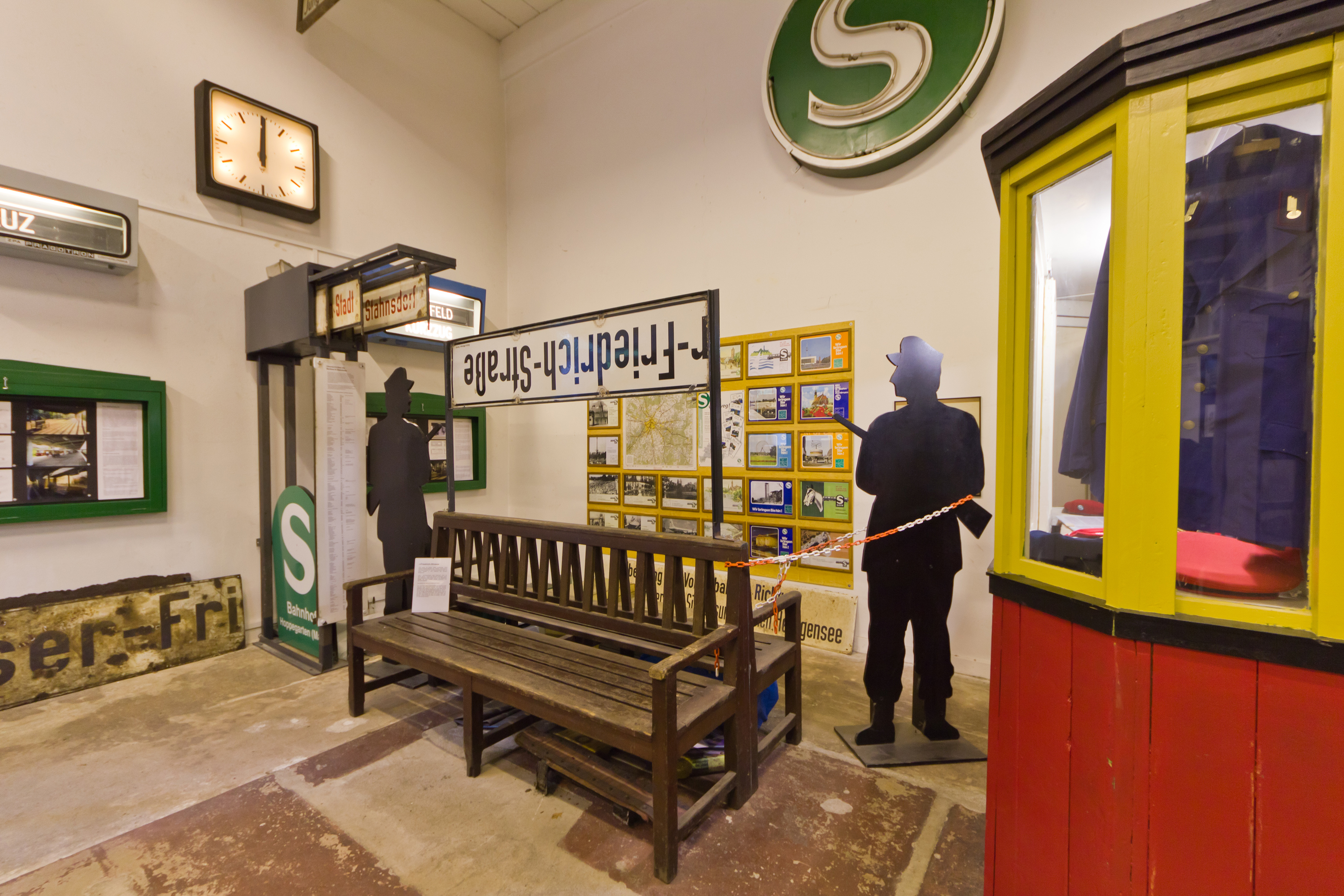
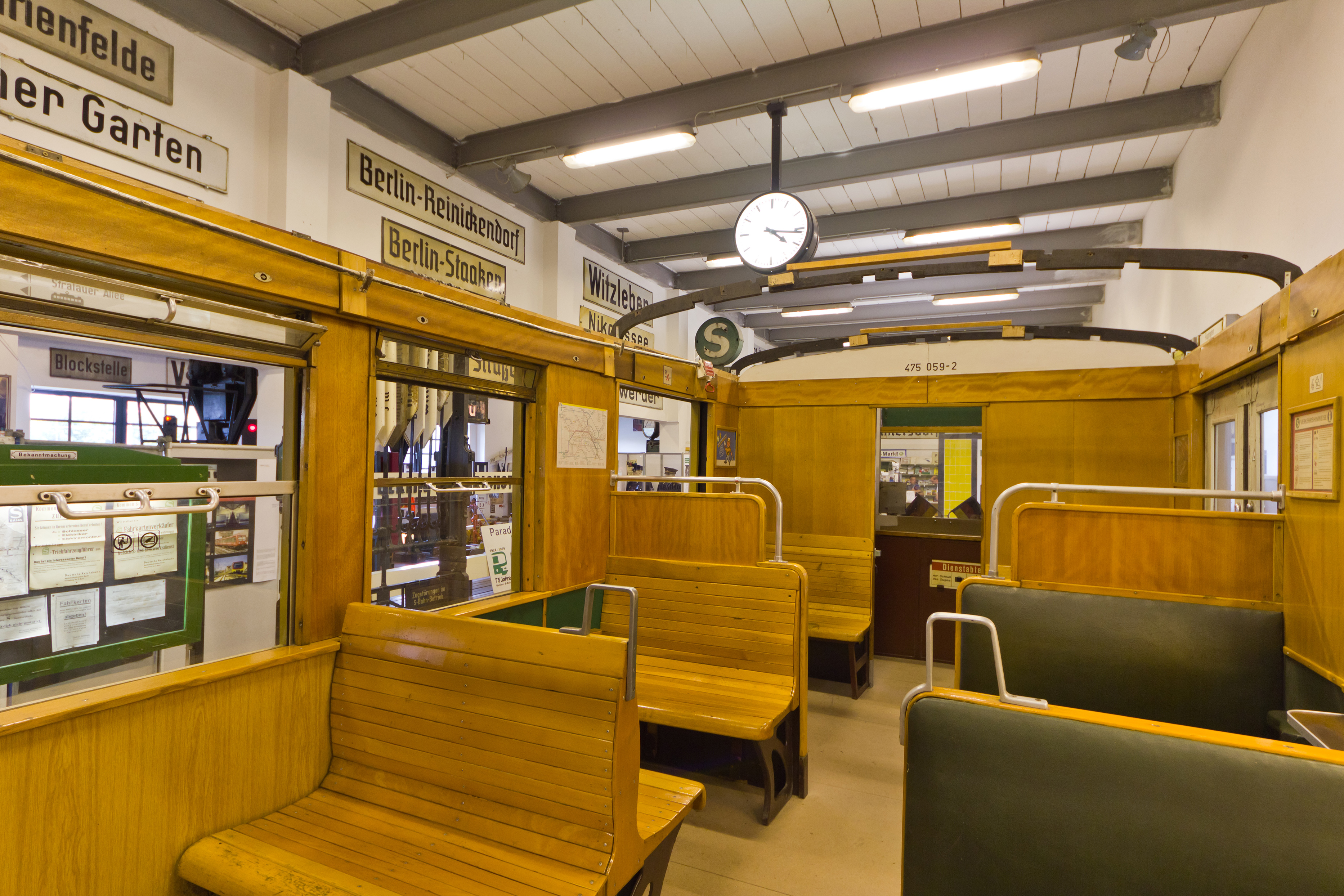
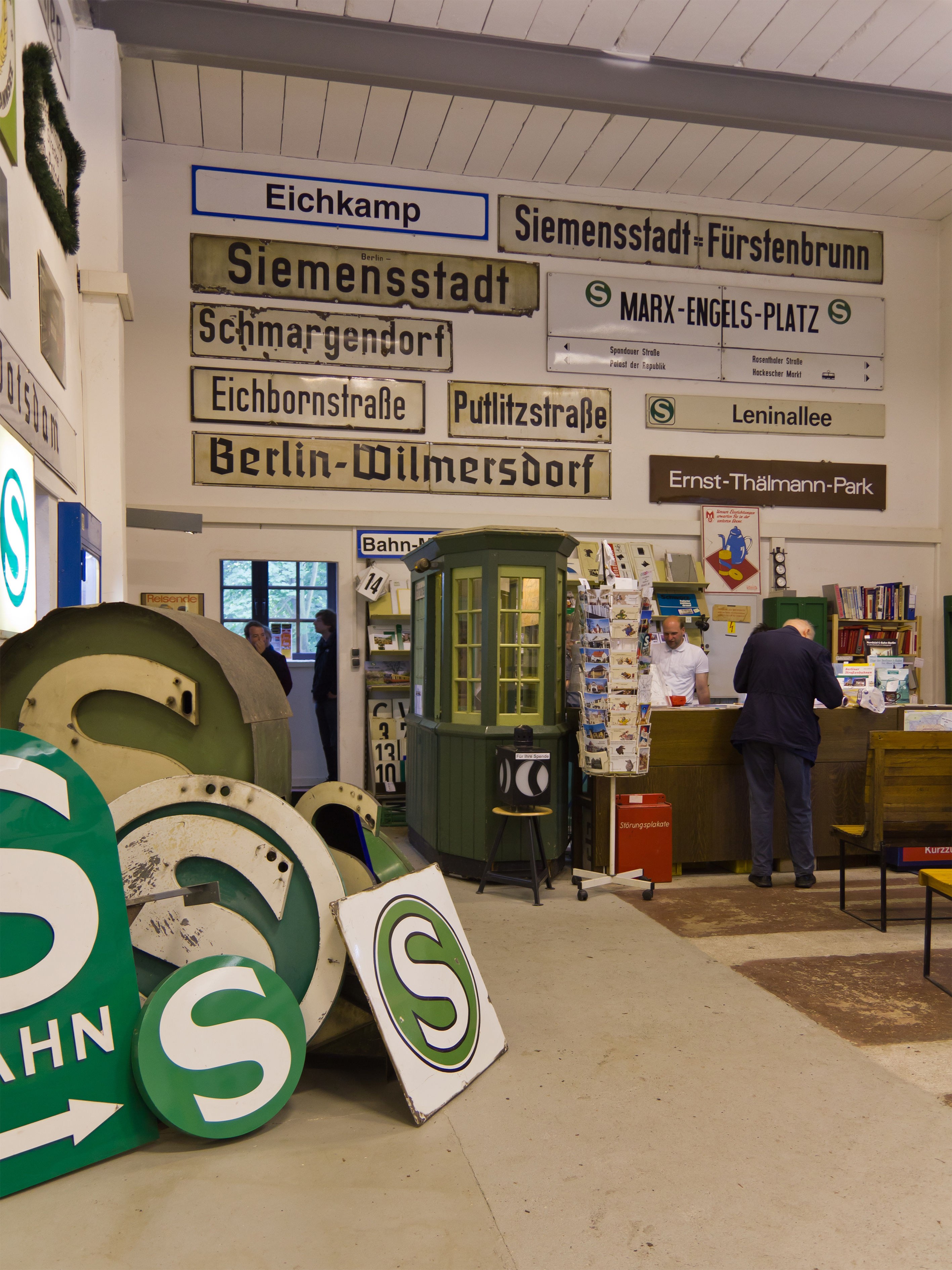

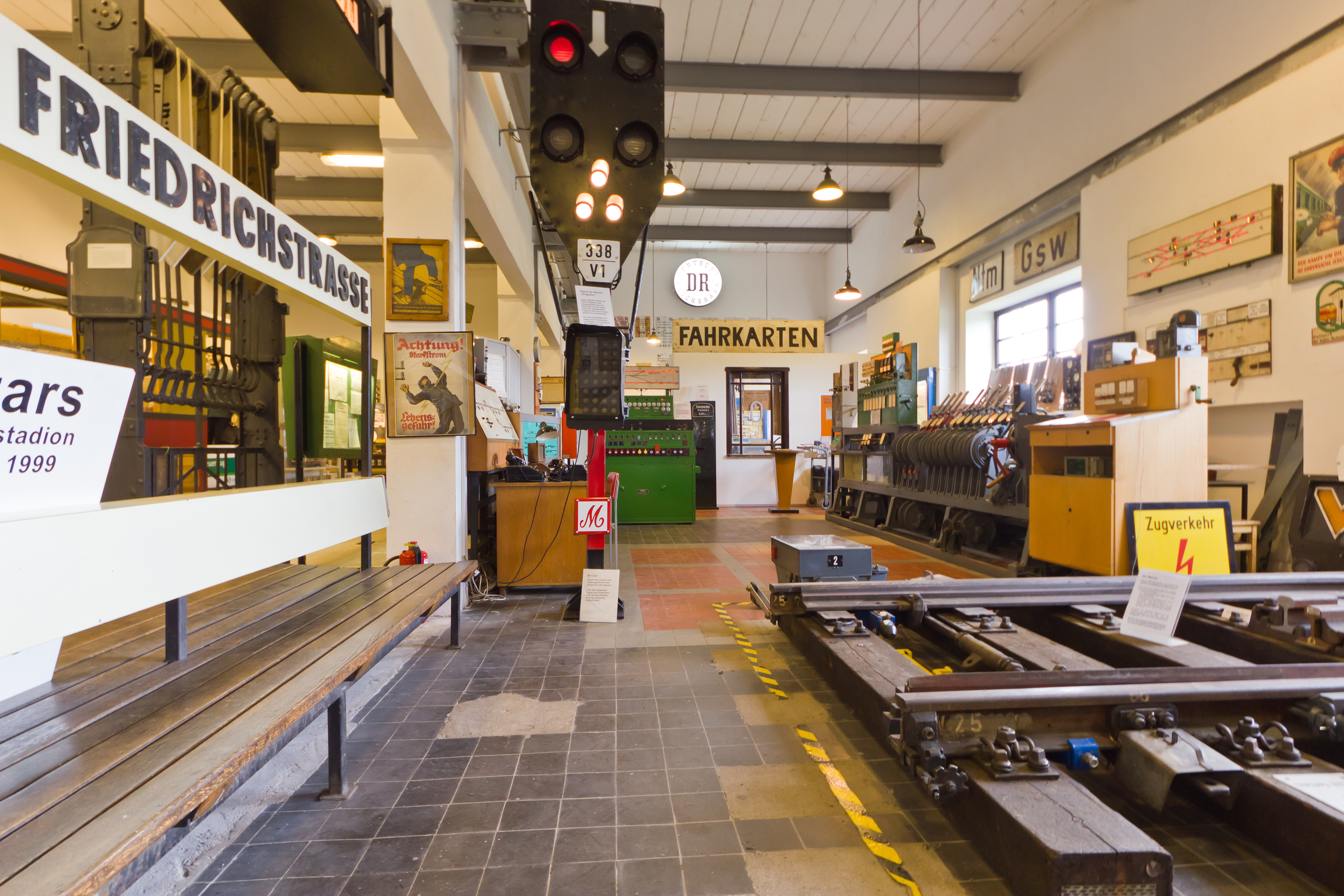
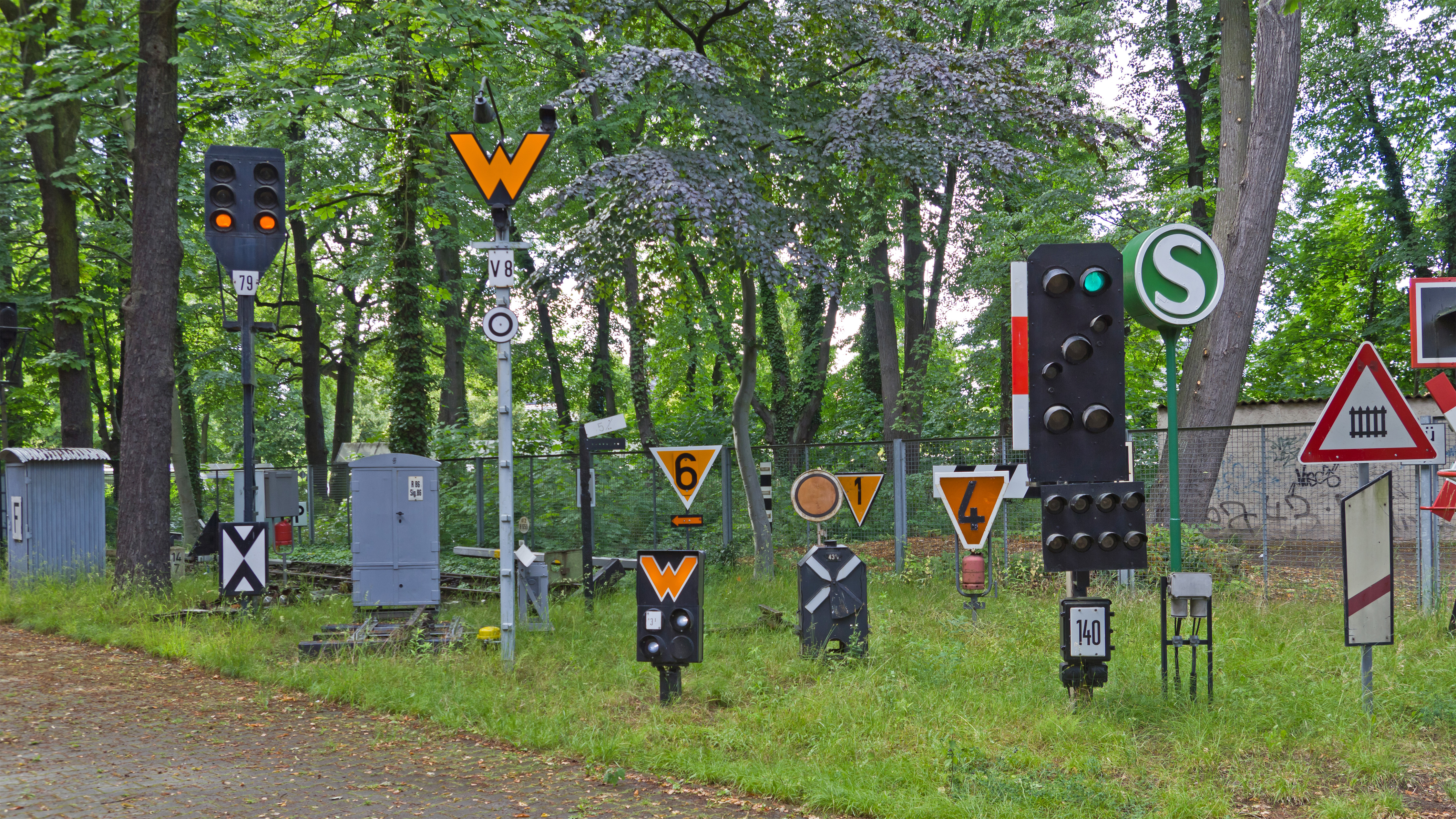